# 남해안대로
남해안대로(南海岸大路, 영어: Namhaean-daero Road)는 경상남도 통영시 용남면 신거제대교와 고성군, 창원시, 김해시를 거쳐 부산광역시 강서구 생곡동 세산 교차로를 잇는 도로이다.

## 연혁
- 2009년 7월 2일 : 2개 이상 시·군에 걸쳐 있는 도로로 남해안대로를 고시[1]
- 2010년 5월 31일 : 마산시 진전면 임곡리 ~ 진동면 인곡리 8.45km 구간을 자동차 전용도로로 지정[2]
- 2012년 1월 10일 : 창원시 성산구 천선동 ~ 김해시 장유면 대청리 7.4km 구간을 자동차 전용도로로 지정[3]
- 2012년 2월 29일 : 창원시 성산구 천선동 (성주사 나들목) ~ 김해시 장유면 대청리 구간 7.4km 개통[4]
- 2013년 7월 30일 : 창원시 성산구 완암동 ~ 안민동 4.0km, 김해시 장유2동 ~ 장유3동 5.6km 구간을 자동차 전용도로로 지정[5]
- 2013년 10월 7일 : 창원시 성산구 양곡동 ~ 완암동 2.908km 구간을 자동차 전용도로로 지정[6]
- 2013년 10월 12일 : 창원시 성산구 완암동 ~ 안민동 구간 4.3km 와 김해시 장유2동 ~ 장유3동 구간 5.75km 개통[7]
- 2013년 11월 11일 : 창원 ~ 부산간 도로(창원시 성산구 완암동 ~ 김해시 장유동 율하IC) 구간 통행료 징수 개시[8]
- 2015년 5월 1일 : 창원 ~ 부산간 도로(창원시 성산구 완암동 ~ 김해시 장유동 율하IC) 구간 통행료 인상[9]
- 2015년 9월 23일 : 경상남도 김해시 장유3동 ~ 부산광역시 강서구 미음동 미음 교차로 3.78km 구간을 자동차 전용도로로 지정[10]
- 2015년 10월 8일 : 창원 ~ 부산간 도로 개설에 따라 도로구간을 창원시 성산구 양곡동에서 불모산동까지 연장함. 이에 따라 총 연장이 73.541km에서 82.026km로 증가[11]
- 2015년 10월 15일 : 창원 ~ 부산간 도로 개설에 따라 도로구간을 경상남도 창원시 성산구 불모산동에서 부산광역시 강서구 생곡동까지 연장함. 이에 따라 총 연장이 82.026km에서 95.8km로 증가[12]
- 2015년 12월 5일 : 창원 ~ 부산간 도로(경상남도 김해시 장유3동 ~ 부산광역시 강서구 생곡동) 5.48km 구간 개통[13][14]
- 2015년 12월 12일 : 창원 ~ 부산간 도로(경상남도 김해시 장유동 율하IC ~ 부산시 강서구 생곡동) 구간 통행료 징수 개시[15]
- 2018년 4월 1일 : 창원 ~ 부산간 도로 통행료 인하[16]
- 2021년 9월 16일: 창원 ~ 고성간 도로(경상남도 고성군 마암면 죽계리 ~ 창원시 마산합포구 진전면 오서리 10.2km 구간 개통[17]
- 2022년 5월 18일: 고성 ~ 창원간 도로(경상남도 고성군 고성읍 삼락리 ~ 고성군 마암면  7.5km 구간 개통[18]

## 주요 경유지
경상남도
- 통영시 (용남면 - 무전동 - 광도면 - 도산면) - 고성군 (고성읍 - 마암면 - 회화면) - 창원시 마산합포구 (진전면 - 진북면 - 진동면) - 창원시 성산구 - 김해시 (장유동)

부산광역시
- 강서구 (생곡동)

## 노선
- 연한 파란색(■): 국도 제14호선 구간 / 국도 제2호선 및 국도 제14호선 구간
- 연한 초록색(■): 국도 제14호선 및 국도 제77호선 구간
- 연한 청록색(■): 국도 제2호선, 국도 제14호선, 국도 제77호선 구간
- 연한 분홍색(■): 국도 제2호선, 국도 제14호선, 국도 제77호선, 국도 제79호선 구간
- 연한 주황색(■): 국도 제2호선, 국도 제5호선, 국도 제14호선, 국도 제77호선, 국도 제79호선 구간
- 청록색(■): 자동차 전용도로 구간

| 이름                       | 접속 노선 | 소재지          | 소재지                                                                              | 비고                                                        |
| 거제대로와 직결            | 거제대로와 직결                                                                                                   | 거제대로와 직결 | 거제대로와 직결                                                                     | 거제대로와 직결                                             |
| -------------------------- | --- | --------------- | ----------------------------------------------------------------------------------- | ----------------------------------------------------------- |
| 신거제대교                 | | 통영시          | 용남면                                                                              | 국가지원지방도 제58호선과 중복                              |
| 장평육교                   | 견내량로 원평길                                                                                                   | 통영시          | 용남면                                                                              | 국가지원지방도 제58호선과 중복                              |
| 삼화삼거리                 | 장문로 | 통영시          | 용남면                                                                              | 국가지원지방도 제58호선과 중복                              |
| 통영 나들목                | 35호선 통영대전고속도로                                                                                           | 통영시          | 용남면                                                                              | 국가지원지방도 제58호선과 중복                              |
| 미늘삼거리                 | 통영해안로 | 통영시          | 무전동                                                                              | 국가지원지방도 제58호선과 중복                              |
| 관문사거리                 | 안개로 중앙로 | 통영시          | 무전동                                                                              | 국가지원지방도 제58호선과 중복                              |
| (원문지하차도)             | 국가지원지방도 제67호선 지방도 제1021호선 (원문로) (용호로) 장문로                                                | 통영시          | 광도면                                                                              | 국가지원지방도 제58, 67호선과 중복                          |
| (이름 없음)                | 죽림4로 | 통영시          | 광도면                                                                              | 국가지원지방도 제58, 67호선과 중복                          |
| 북통영 나들목 (노산삼거리) | 35호선 통영대전고속도로 국도 제77호선 국가지원지방도 제67호선 지방도 제1021호선 (안정로)                          | 통영시          | 광도면                                                                              | 국가지원지방도 제58, 67호선과 중복 지방도 제1021호선과 중복 |
| 솔고개                     | | 통영시          | 도산면                                                                              | 국가지원지방도 제58호선과 중복 지방도 제1021호선과 중복     |
| 관덕삼거리                 | 지방도 제1021호선 (도산일주로)                                                                                    | 통영시          | 도산면                                                                              | 국가지원지방도 제58호선과 중복 지방도 제1021호선과 중복     |
| 도산삼거리                 | 국도 제77호선 국가지원지방도 제58호선 (도산일주로)                                                                | 통영시          | 도산면                                                                              | 국가지원지방도 제58호선과 중복                              |
| 여우치고개                 | | 통영시          | 도산면                                                                              |                                                             |
| (이름 없음)                | 지방도 제1010호선 (신월로)                                                                                        | 고성군          | 고성읍                                                                              | 지방도 제1010호선과 중복                                    |
| 월평삼거리                 | 월평로 | 고성군          | 고성읍                                                                              | 지방도 제1010호선과 중복                                    |
| 신월 나들목                | 국도 제33호선 (상정대로)                                                                                          | 고성군          | 고성읍                                                                              | 지방도 제1010호선과 중복                                    |
| (이름 없음)                | 동외로 | 고성군          | 고성읍                                                                              | 지방도 제1010호선과 중복                                    |
| 율대사거리                 | 지방도 제1009호선 (공단로)                                                                                        | 고성군          | 고성읍                                                                              | 지방도 제1010호선과 중복                                    |
| (이름 없음)                | 중앙로 | 고성군          | 고성읍                                                                              | 지방도 제1010호선과 중복                                    |
| 송학 교차로                | 지방도 제1010호선 (동해로) 송학로                                                                                 | 고성군          | 고성읍                                                                              | 지방도 제1010호선과 중복                                    |
| 송학삼거리 (송학고가육교)  | 송학고분로 | 고성군          | 고성읍                                                                              |                                                             |
| 고성교                     | | 고성군          | 고성읍                                                                              |                                                             |
| 고성 나들목                | 35호선 통영대전고속도로                                                                                           | 고성군          | 마암면                                                                              |                                                             |
| 삼락 교차로                | 당항만로 | 고성군          | 마암면                                                                              |                                                             |
| (이름없음)                 | 보전2길 | 고성군          | 마암면                                                                              |                                                             |
| (이름없음)                 | 보전3길 | 고성군          | 마암면                                                                              |                                                             |
| 마암터널                   | | 고성군          | 마암면                                                                              |                                                             |
| 배둔교                     | | 고성군          | 마암면                                                                              |                                                             |
| 배둔터널                   | | 고성군          | 마암면                                                                              |                                                             |
|                            | 회화면 | 고성군          |                                                                                     |                                                             |
| 치명교                     | | 고성군          |                                                                                     |                                                             |
| 공룡 교차로                | | 고성군          |                                                                                     |                                                             |
| 적성산 교차로              | | 고성군          |                                                                                     |                                                             |
| 남진교                     | | 고성군          |                                                                                     |                                                             |
| 고성터널 신고성터널        | | 고성군          | 고성터널 하행 전용 (연장 440m)                                                      |                                                             |
| 고성터널 신고성터널        | | 창원시          | 마산합포구 진전면                                                                   | 신고성터널 상행 전용 (연장 440m)                            |
| 회동 교차로                | 화동길 | 창원시          | 마산합포구 진전면                                                                   |                                                             |
| 호산 교차로                | 삼진의거대로 | 창원시          | 마산합포구 진전면                                                                   | 임곡 교차로를 통해서 국도 제2호선 진주 방면 진출입          |
| 대산 교차로                | 국도 제2호선 (진마대로)                                                                                           | 창원시          | 마산합포구 진전면                                                                   | 상행 진출 불가 하행 진입 불가                               |
| 진목 교차로                | 국도 제77호선 국가지원지방도 제67호선 (삼진의거대로)                                                              | 창원시          | 마산합포구 진전면                                                                   | 상행 진출 불가 하행 진입 불가                               |
| 진전터널                   | | 창원시          | 마산합포구 진전면                                                                   | 연장 545m                                                   |
| 진전터널                   | | 창원시          | 마산합포구 진북면                                                                   | 연장 545m                                                   |
| 예곡 교차로                | 의림로 | 창원시          | 마산합포구 진북면                                                                   | 상행 진출 불가 하행 진입 불가                               |
| 지산 분기점                | 국도 제79호선 국가지원지방도 제67호선 (진함로)                                                                    | 창원시          | 마산합포구 진북면                                                                   | 상행 진입 불가 하행 진출 불가                               |
| 대평 교차로                | 지방도 제1021호선 (학동로)                                                                                        | 창원시          | 마산합포구 진북면                                                                   | 상행 진출 불가 하행 진입 불가                               |
| 진동 교차로                | 진북산업로 | 창원시          | 마산합포구 진북면                                                                   |                                                             |
| 진북터널                   | | 창원시          | 마산합포구 진북면                                                                   | 상행 연장 916m 하행 연장 927m                               |
| 진북터널                   | 마산합포구 진동면                                                                                                 | 창원시          |                                                                                     | 상행 연장 916m 하행 연장 927m                               |
| 태봉교                     | | 창원시          |                                                                                     |                                                             |
| 신대방삼거리               | 삼진의거대로 | 창원시          |                                                                                     |                                                             |
| 오산 교차로                | 오산3길 | 창원시          |                                                                                     |                                                             |
| 태봉 교차로                | 태봉2길 | 창원시          |                                                                                     |                                                             |
| 동전터널 신동전터널        | | 창원시          | 동전터널 하행 전용 (연장 590m) 신동전터널 상행 전용 (연장 1050m)                    |                                                             |
| 동전터널 신동전터널        | 마산합포구 | 창원시          | 동전터널 하행 전용 (연장 590m) 신동전터널 상행 전용 (연장 1050m)                    |                                                             |
| 현동 분기점                | 국도 제5호선 (구산중앙로)                                                                                         | 창원시          |                                                                                     |                                                             |
| 현동 교차로                | 국도 제5호선 (경남대로) 국도 제14호선 국도 제79호선 (밤밭고개로)                                                  | 창원시          |                                                                                     |                                                             |
| 가포터널                   | | 창원시          | 상행 연장 1,230m 하행 연장 1,235m                                                   |                                                             |
| 가포 교차로                | 드림베이대로 | 창원시          |                                                                                     |                                                             |
| 마창대교                   | | 창원시          | 유료도로                                                                            |                                                             |
| 마창대교                   | 성산구 | 창원시          | 유료도로                                                                            |                                                             |
| 마창대교 요금소 (귀산고개) | | 창원시          |                                                                                     |                                                             |
| 귀산1교                    | 귀산로 | 창원시          |                                                                                     |                                                             |
| 귀산터널                   | | 창원시          | 상행 연장 345m 하행 연장 403m                                                       |                                                             |
| 양곡터널                   | | 창원시          | 상행 연장 1,135m 하행 연장 1,046m                                                   |                                                             |
| 양곡 나들목                | 국도 제2호선 국도 제77호선 (진해대로) (봉양로)                                                                    | 창원시          |                                                                                     |                                                             |
| 완암터널                   | | 창원시          | 상행 연장 1,756m 하행 연장 1,745m                                                   |                                                             |
| 완암 나들목                | 연덕로 | 창원시          | 지방도 제1030호선과 중복                                                            |                                                             |
| 상복1교                    | | 창원시          | 지방도 제1030호선과 중복                                                            |                                                             |
| 상복 교차로                | 공단로474번길 | 창원시          | 지방도 제1030호선과 중복                                                            |                                                             |
| 상복2교                    | | 창원시          | 지방도 제1030호선과 중복                                                            |                                                             |
| 남지 교차로                | 안민로 | 창원시          | 지방도 제1030호선과 중복                                                            |                                                             |
| 안민1교 안민천교           | | 창원시          | 지방도 제1030호선과 중복                                                            |                                                             |
| 성주사 교차로              | 국도 제25호선 (해원로)                                                                                            | 창원시          | 지방도 제1030호선과 중복                                                            |                                                             |
| 천선1교 안민2교 천선2교    | | 창원시          | 지방도 제1030호선과 중복                                                            |                                                             |
| 천선터널                   | | 창원시          | 지방도 제1030호선과 중복 상행 연장 334m 하행 연장 302m                              |                                                             |
| 불모산 교차로              | 불모산로62번길 | 창원시          | 지방도 제1030호선과 중복                                                            |                                                             |
| 불모산터널                 | | 창원시          | 지방도 제1030호선과 중복 상행 연장 2,174m 하행 연장 2,146m                          |                                                             |
| 불모산터널                 | | 김해시          | 지방도 제1030호선과 중복 상행 연장 2,174m 하행 연장 2,146m                          | 장유동                                                      |
| 서장유교                   | | 김해시          | 지방도 제1030호선과 중복                                                            | 장유동                                                      |
| 상점 교차로                | 지방도 제1020호선 (금관대로)                                                                                      | 김해시          | 지방도 제1030호선과 중복                                                            | 장유동                                                      |
| 대청터널                   | | 김해시          | 지방도 제1030호선과 중복 상행 연장 512m 하행 연장 478m                              | 장유동                                                      |
| 신안1교 신안2교            | | 김해시          | 지방도 제1030호선과 중복                                                            | 장유동                                                      |
| 율하터널                   | | 김해시          | 지방도 제1030호선과 중복 상행 연장 824m 하행 연장 772m                              | 장유동                                                      |
| 율하 교차로                | 율하로 율하4로 | 김해시          | 지방도 제1030호선과 중복                                                            | 장유동                                                      |
| 녹산터널                   | | 김해시          | 지방도 제1030호선과 중복 부산광역시도 제12호선과 중복 상행 연장 888m 하행 연장 877m | 장유동                                                      |
| 녹산터널                   | | 부산광역시      | 지방도 제1030호선과 중복 부산광역시도 제12호선과 중복 상행 연장 888m 하행 연장 877m | 강서구                                                      |
| 지사교 녹산 요금소         | | 부산광역시      | 부산광역시도 제12호선과 중복                                                        | 강서구                                                      |
| 미음터널                   | | 부산광역시      | 부산광역시도 제12호선과 중복 상행 연장 274m 하행 연장 300m                          | 강서구                                                      |
| 미음 교차로                | 미음산단로 | 부산광역시      | 부산광역시도 제12호선과 중복                                                        | 강서구                                                      |
| 세산 교차로 (세산교)       | 국가지원지방도 제58호선 부산광역시도 제77호선 (가락대로) 국가지원지방도 제69호선 부산광역시도 제1001호선 (생곡로) | 부산광역시      | 부산광역시도 제12호선과 중복                                                        | 강서구                                                      |
| 생곡로와 직결              | |                 |                                                                                     |                                                             |

## 통행료
마창대교 구간
마창대교 구간은 민자도로로 건설되었기 때문에 유료도로로 운영한다.
2008년 기준이다.
| 구분     | 통행료 |
| -------- | ------ |
| 소형차   | 2,500  |
| 중형차   | 3,100  |
| 대형차   | 3,800  |
| 특대형차 | 5,000  |

통행료는 도로 운영기관인 마창대교주식회사에서 징수한다.
창원 ~ 부산 구간 (불모산터널)
완암 나들목부터 생곡 교차로까지 구간은 민자도로로 건설되었기 때문에 유료도로로 운영한다.
2018년 4월 1일 기준이다.
| 구분   | 창원요금소 | 녹산요금소 |
| ------ | ---------- | ---------- |
| 경차   | 500        | 500        |
| 소형차 | 1,000      | 1,000      |
| 중형차 | 1,500      | 1,500      |
| 대형차 | 1,900      | 1,900      |

통행료는 도로 운영기관인 경남하이웨이에서 2015년 12월 12일부터 2045년 12월 10일까지 30년간 징수한다.

## 기타
이곳은 유튜버 재범달려가 선정한 대도로 TOP 10에서 자유로와 강변북로, 올림픽대로를 제치고 3위를 달성하였다.